# 終結者瑪格諾莉亞：霧中綻放
《終結者瑪格諾莉亞：霧中綻放》是2025年2D横向卷轴动作角色扮演游戏，由Adglobe和Live Wire开发，Binary Haze Interactive发行，对应Windows、Nintendo Switch、Xbox One、Xbox Series X/S、PlayStation 4、PlayStation 5平台。游戏情节设定于《終結者莉莉：騎士救贖》后的数十年。
游戏在Metacritic上的得分为84/100，属于「总体好评」，在OpenCritic上的推荐率为94%。